# CANT Z.1015
Il CANT Z.1015 era un trimotore da collegamento e da turismo realizzato in un unico esemplare dall'azienda italiana CRDA CANT alla fine degli anni trenta.
Sviluppato per l'impiego civile come aereo postale veloce, trovò impiego invece come aereo da addestramento per gli equipaggi della Regia Aeronautica destinati agli aerosiluranti.

## Utilizzatori
Italia
- Regia Aeronautica